# Курай поташевий
Курай поташевий (Kali turgidum syn. Salsola kali) — вид квіткових рослин родини амарантові (Amaranthaceae). Kali походить від арабського qalí, що означає сода.

## Опис
Однорічна трав'яниста прямостояча рослина 10–50(60) см у висоту, дуже розгалужена від основи, гілки нахиляються від стовбура, що дає кулястий зовнішній вигляд. Стебла м'ясисті, лисі або з коротким щетинистим волоссям, старіючи червоніють. Листя має циліндричну форму, сидяче, трохи більше біля основи, від 1 до 2 см в довжину і від 1 до 2 міліметрів в ширину; напівпрозорий кінчик листка є колючкою. Цвіте в період з липня по вересень в північній півкулі. Гермафродитні квітки поодинокі, від 5 до 9 мм, непоказні й зеленуваті (рідко червонуваті). У них є п'ять тичинок і маточка з двома жорсткими приквітками біля основи квітки. Цвіте з липня по вересень. Насіння дуже численне, близько 2 міліметрів в діаметрі. Коли рослина спалюється, натрій стає карбонатом натрію. Рослина містить до 5 % (від сухої речовини) щавлевої кислоти, тому не рекомендується для годівлі худоби. Число хромосом 2n = 36.

## Середовище проживання
Батьківщина: Європа: Естонія; Латвія; Литва; Росія — Калінінград, Ленінградська область; Бельгія; Німеччина; Угорщина; Нідерланди; Польща; Данія; Фінляндія; Ірландія; Норвегія; Швеція; Об'єднане Королівство; Франція; Португалія; Гібралтар; Іспанія. Натуралізований: Австралія; Нова Зеландія; Канада; Мексика; Сполучені Штати; Аргентина; Чилі.
Віддає перевагу сухим і засоленим ґрунтам, і здатна витримувати великі зміни рН і погодних умов. У багатьох країнах, включаючи Канаду, Австралію, Афганістан і Аргентину, вважається бур'яном і з нею активно борються.

## Використання
Використовується з біблійних часів для виготовлення мила через лужність тканин рослини; як результат, курай поташевий використовували для виробництва скла. Алкалоїд, присутній в рослині, використовувався в народній медицині для контролю кров'яного тиску. Насіння використовується в суші та інших стравах через особливий солоний смак.

## Галерея

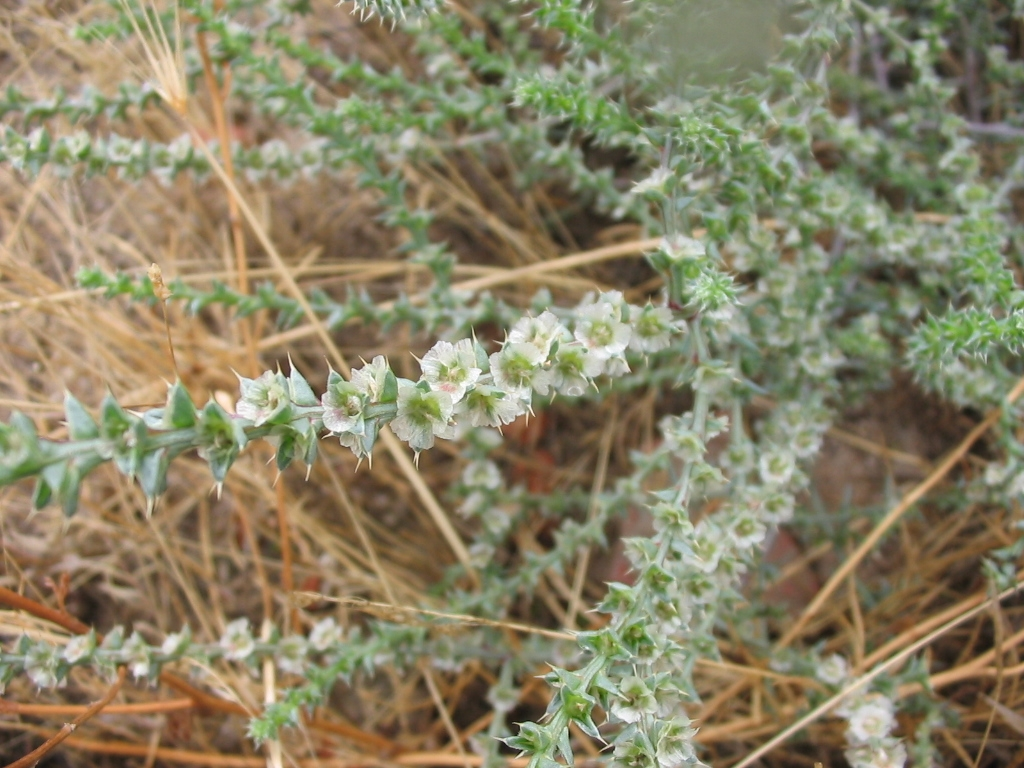
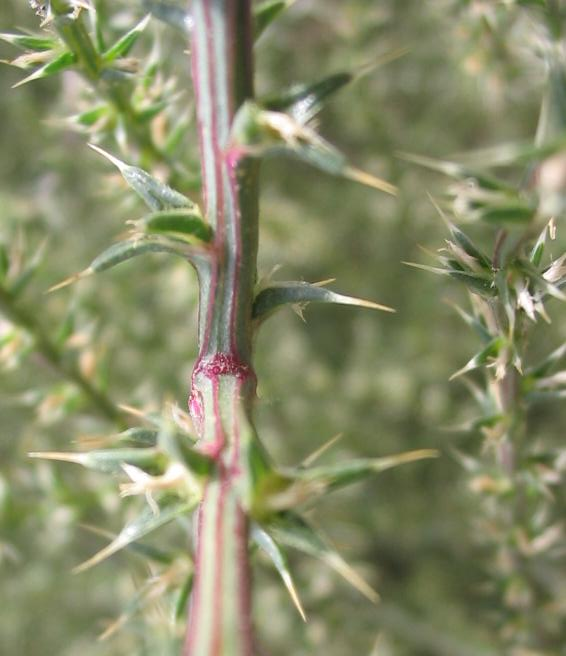
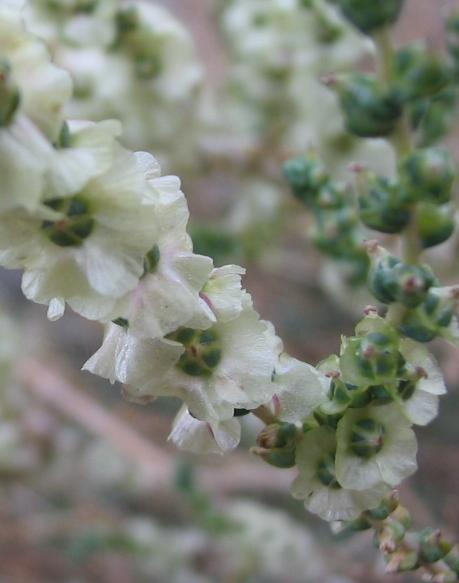
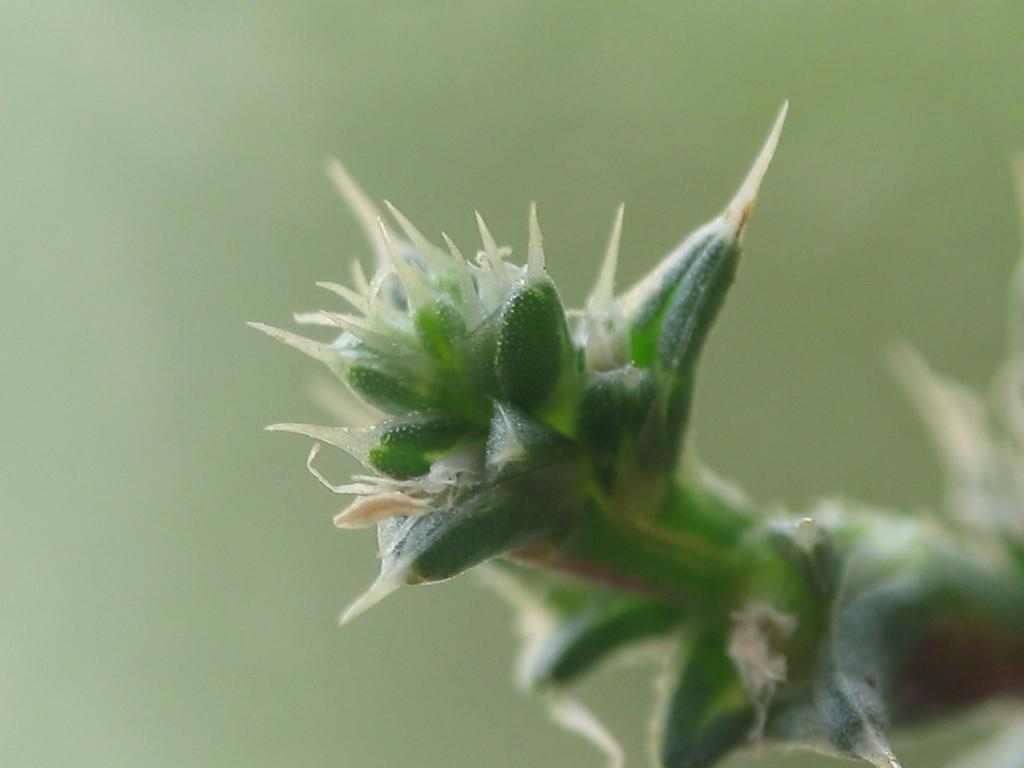
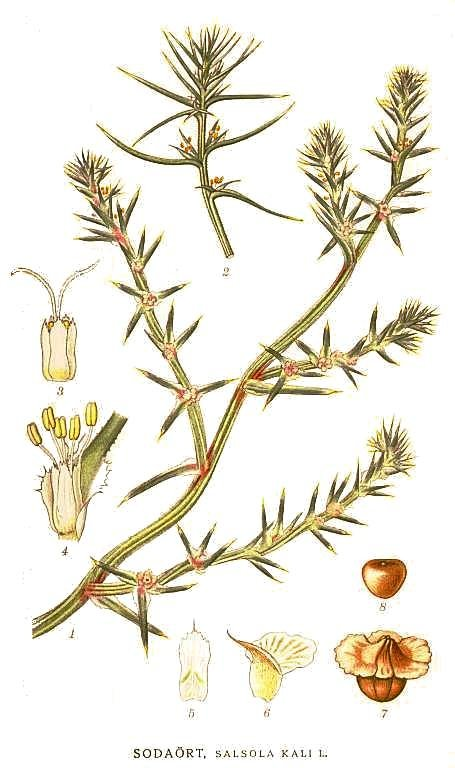